# Argumentum ad antiquitatem
L'argumentum ad antiquitatem (noto anche come appello alla tradizione o appello alla pratica comune) è la fallacia del considerare corretta una tesi per il fatto ch'essa è in correlazione con la tradizione presente o passata. Tale argomentazione prende la forma di "questo è giusto perché s'è sempre fatto così". Reciproco dell'appello alla tradizione è l'argumentum ad novitatem, nel quale si sostiene che un'idea è superiore per il mero fatto d'essere nuova.
Un appello alla tradizione fa due supposizioni che potrebbero essere non vere:
- Il vecchio modo di pensare si dimostrò corretto quando introdotto (ossia, dato che il vecchio modo di pensare era prevalente, esso doveva essere necessariamente corretto).

In realtà, questo potrebbe essere falso — la tradizione potrebbe essere completamente basata su presupposti scorretti.
- Ciò che giustificava in passato la tradizione è ancora valido attualmente.

In realtà, le circostanze potrebbero essere cambiate; questa supposizione potrebbe di conseguenza essere diventata falsa.